# Styggtjärnen, Jämtland
Styggtjärnen är en sjö i Bergs kommun i Jämtland och ingår i Ljungans huvudavrinningsområde. Sjön har en area på 0,21 kvadratkilometer och ligger 600,2 meter över havet.

## Delavrinningsområde
Styggtjärnen ingår i det delavrinningsområde (695916-138766) som SMHI kallar för Mynnar i Mjöingsbäcken. Medelhöjden är 636 meter över havet och ytan är 11,04 kvadratkilometer. Det finns ett avrinningsområde uppströms, och räknas det in blir den ackumulerade arean 17,91 kvadratkilometer. Vattendraget som avvattnar avrinningsområdet har biflödesordning 4, vilket innebär att vattnet flödar genom totalt 4 vattendrag innan det når havet efter 288 kilometer. Avrinningsområdet består mestadels av skog (95 procent). Avrinningsområdet har 0,21 kvadratkilometer vattenytor vilket ger det en sjöprocent på 1,9 procent.